# Podurile, Prahova
Podurile este un sat în comuna Drajna din județul Prahova, Muntenia, România.